# Томская митрополия
Томская митрополия — митрополия Русской православной церкви, образованная в пределах Томской области.
Основана решением Священного Синода Русской православной церкви от 12 марта 2013. Главой митрополии назначен правящий архиерей Томской епархии.

## Митрополиты
- Ростислав (Девятов) (с 12 марта 2013)

## Состав митрополии
Митрополия включает в себя две епархии:

### Колпашевская епархия
Территория: Александровский, Бакчарский, Верхнекетский, Каргасокский, Колпашевский, Кривошеинский, Молчановский, Парабельский, Чаинский районов, а также город Стрежевой.

### Томская епархия
Территория: городский округа Томск, Кедровый, Северск; Асиновский, Зырянский, Кожевниковский, Первомайский, Тегульдетский, Томский, Шегарский районы Томской области.